# وایت‌استون (کوئینز)
وایت‌استون (به انگلیسی: Whitestone) یک منطقهٔ مسکونی در ایالات متحده آمریکا است که در نیویورک واقع شده‌است.